# Liste de journaux en Australie
Voici une liste de journaux diffusés en Australie.

## Journaux nationaux
- The Australian
- The Australian Financial Review
- The Australian Senior
- Green Left Weekly
- Le Courrier Australien

## Nouvelle-Galles du Sud

### Sydney
- The Daily Mirror (n'est plus publié)
- The Daily Telegraph
- The Sun (n'est plus publié)
- The Sun Herald
- The Sunday Telegraph
- The Sydney Morning Herald

### Autres
- The Illawarra Mercury (Wollongong)
- The Newcastle Herald
- The Border Mail (Albury-Wodonga)

## Victoria

### Melbourne
- The Age
- The Argus (n'est plus publié)
- The Herald Sun
- The Herald (n'est plus publié)
- The Sun News-Pictorial (defunct)
- The Sunday Age
- The Sunday Herald (n'est plus publié)
- The Sunday Sun (n'est plus publié)
- The Sunday Herald Sun

### Autres
- The Weekly Times

## Queensland

### Brisbane
- The Courier-Mail
- The Sunday Mail

### Autres
- The Gold Coast Bulletin
- The Chronicle (Toowoomba et Darling Downs)

## Australie occidentale

### Perth
- The Sunday Times
- The West Australian

## Australie-Méridionale

### Adélaïde
- The Advertiser
- The News (n'est plus publié)
- Sunday Mail

## Tasmanie

### Hobart
- The Mercury
- Sunday Tasmanian

### Autres
- The Examiner (Launceston)
- The Advocate (Burnie)

## Territoire du Nord
- Centralian Advocate
- The Northern Territory News
- The Sunday Territorian

## Canberra
- The Canberra Times